# Balitoridae
Famille
Les Balitoridae ou « loches de rivière » sont une famille de poissons de l’ordre des Cypriniformes. Les Baloritidae sont de petits poissons qui se rencontrent en Asie du Sud, Est et Sud-Est. Cette famille regroupe environ 250 espèces. Ils sont parfois vendus sous le nom commun de « lizardfish » (« poisson lézard »). Beaucoup des espèces de cette famille sont populaires des aquariums. Les Balitoridae ont un certain nombre de similitudes avec la famille des Cobitidae (ordre des Cypriniformes également), leur famille sœur, comme l’observation de plusieurs barbillons autour de la gueule. Cette famille est à ne surtout pas confondre avec les Loricariidae, qui leur ressemblent sur bien des aspects mais qui sont une famille de poissons-chats.
La plupart des espèces sont rhéophile, vivant dans les ruisseaux rapides, clairs et bien oxygénés. Plusieurs des espèces de la famille vivent dans des ruisseaux ou torrents à débit rapide, ont évolué de manière à utiliser leurs nageoires pelviennes pour s’agripper aux rochers.
La sous-famille Nemacheilinae a été récemment séparée pour former une famille distincte, les Nemacheilidae ou « loches de pierre » et plusieurs genres ont été séparés dans la famille Gastromyzontidae.

## Liste des genres
Selon FishBase (02 juillet 2015)':
- Balitora J. E. Gray, 1830
- Balitoropsis H. M. Smith, 1945
- Bhavania Hora, 1920
- Cryptotora Kottelat, 1998
- Ghatsa Z. S. Randall & Page, 2015[4]
- Hemimyzon Regan, 1911
- Homaloptera van Hasselt, 1823
- Homalopteroides Fowler, 1905
- Homalopterula Fowler, 1940
- Jinshaia Kottelat & X. L. Chu, 1988
- Lepturichthys Regan, 1911
- Metahomaloptera H. W. Chang, 1944
- Neohomaloptera Herre, 1944
- Pseudohomaloptera Silas, 1953[4]
- Sinogastromyzon P. W. Fang, 1930
- Travancoria Hora, 1941